# Musée Wagenburg
 (novembre 2020).
Si vous disposez d'ouvrages ou d'articles de référence ou si vous connaissez des sites web de qualité traitant du thème abordé ici, merci de compléter l'article en donnant les références utiles à sa vérifiabilité et en les liant à la section « Notes et références ».
Le Wagenburg est un musée de carrosses et de véhicules utilisés par la maison impériale de l'Empire autrichien. Il se trouve dans le parc du château de Schönbrunn dans le quartier Hietzing de Vienne. Le musée, constituant un département du Kunsthistorisches Museum, est l'une des plus importantes collections de véhicules de cérémonie et utilitaires de cour au monde.

## Collection
Le Wagenburg abrite plus de 5 000 objets, dont la plupart datent de la période baroque jusqu'à la fin de la monarchie austro-hongroise. Cette collection comprend des carrosses destinés à la cérémonie de couronnement, des corbillards, des voitures de voyage et de chasse, des traîneaux, des chaises à porteurs et des landaus pour enfants. 101 des 161 véhicules de transport du Wagenburg proviennent des écuries de la cour viennoise et 50 des flottes des maisons nobles autrichiennes. Environ 60 véhicules sont exposés dans les halls d'exposition du Wagenburg, parmi lesquels : 
- le carrosse impérial doré, pièce-maitresse de la collection,
- le carrousel doré de Marie-Thérèse,
- le phaéton d'enfant du fils de Napoléon,
- le corbillard noir de la cour viennoise,
- le landaulet personnel de l'impératrice Elisabeth
- la seule automobile de cour conservée de 1914.

## Galerie

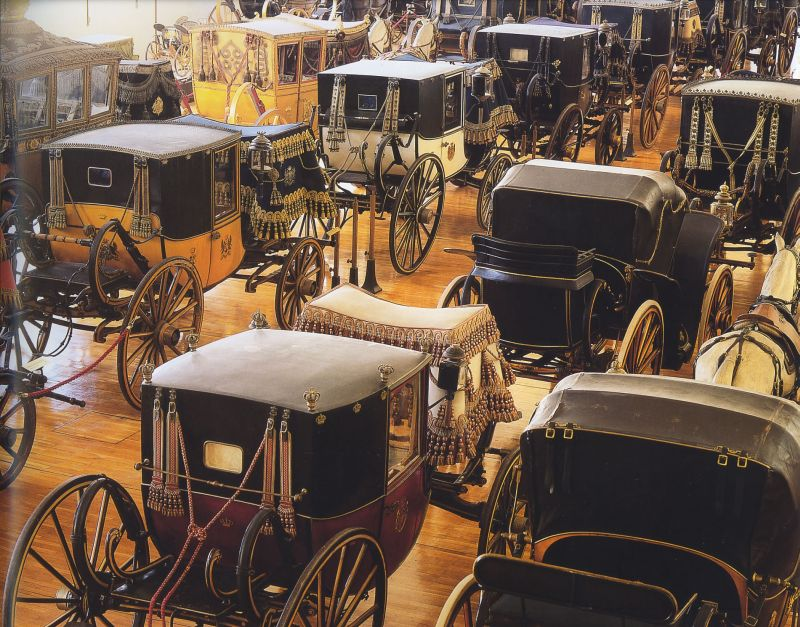
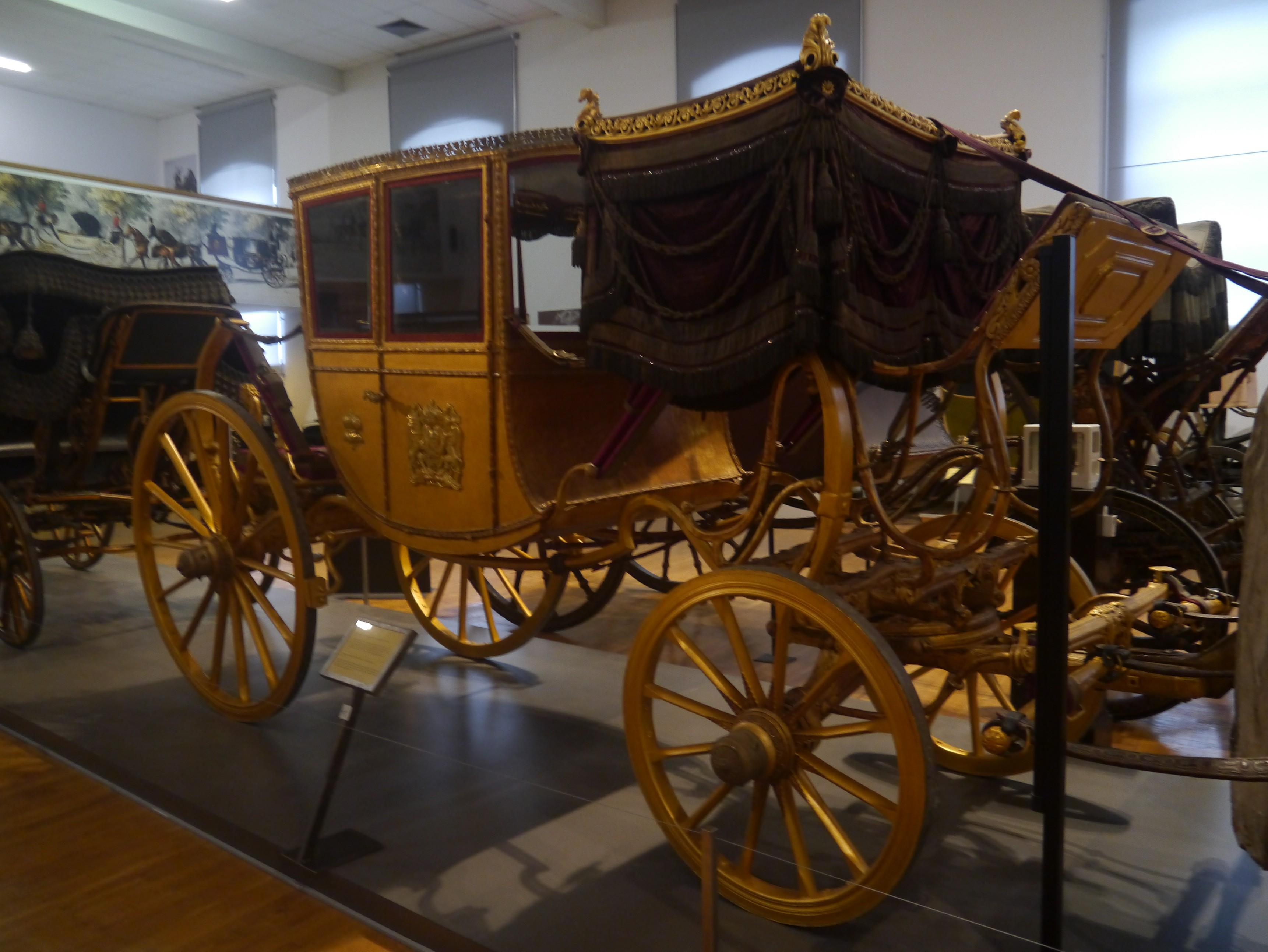
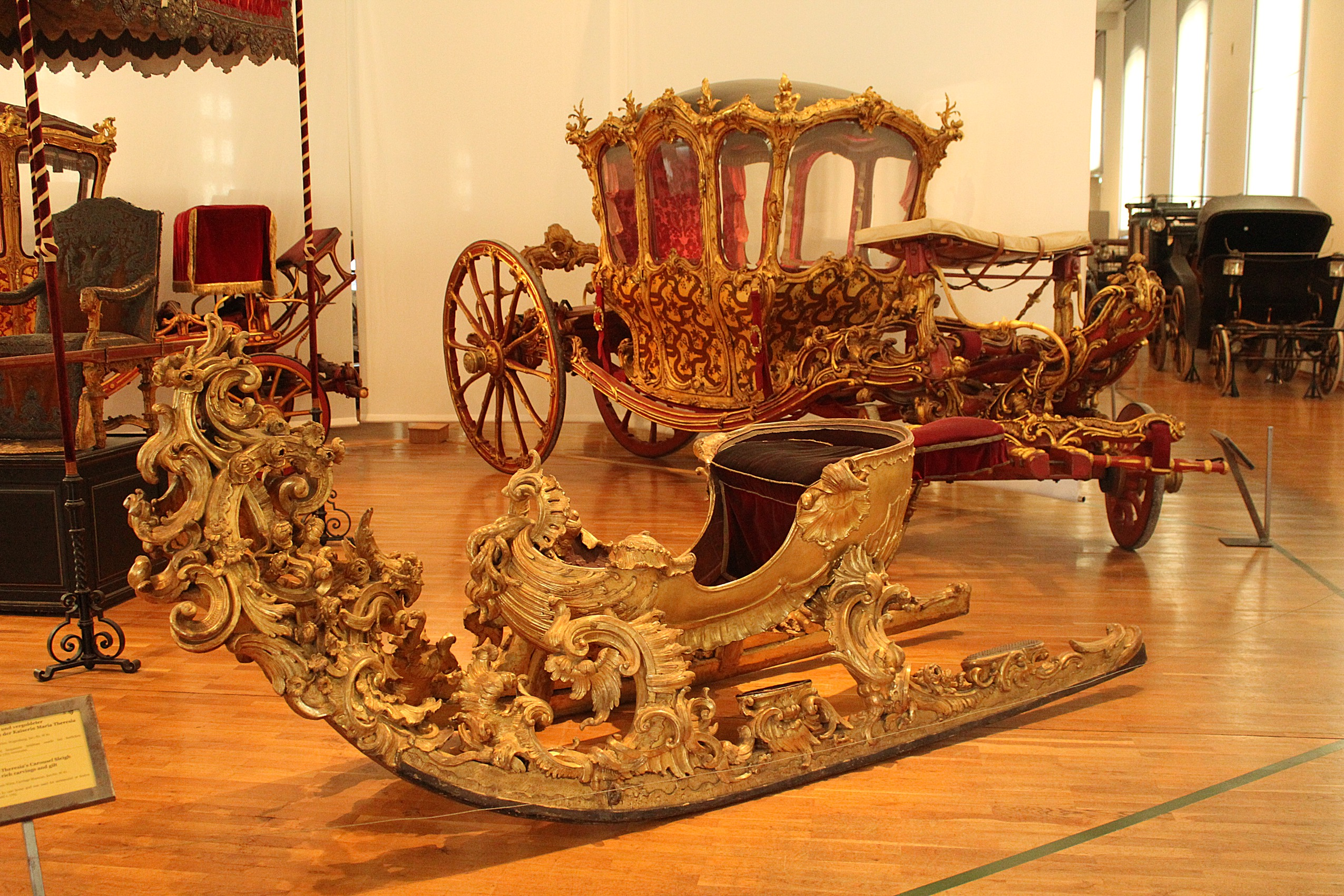
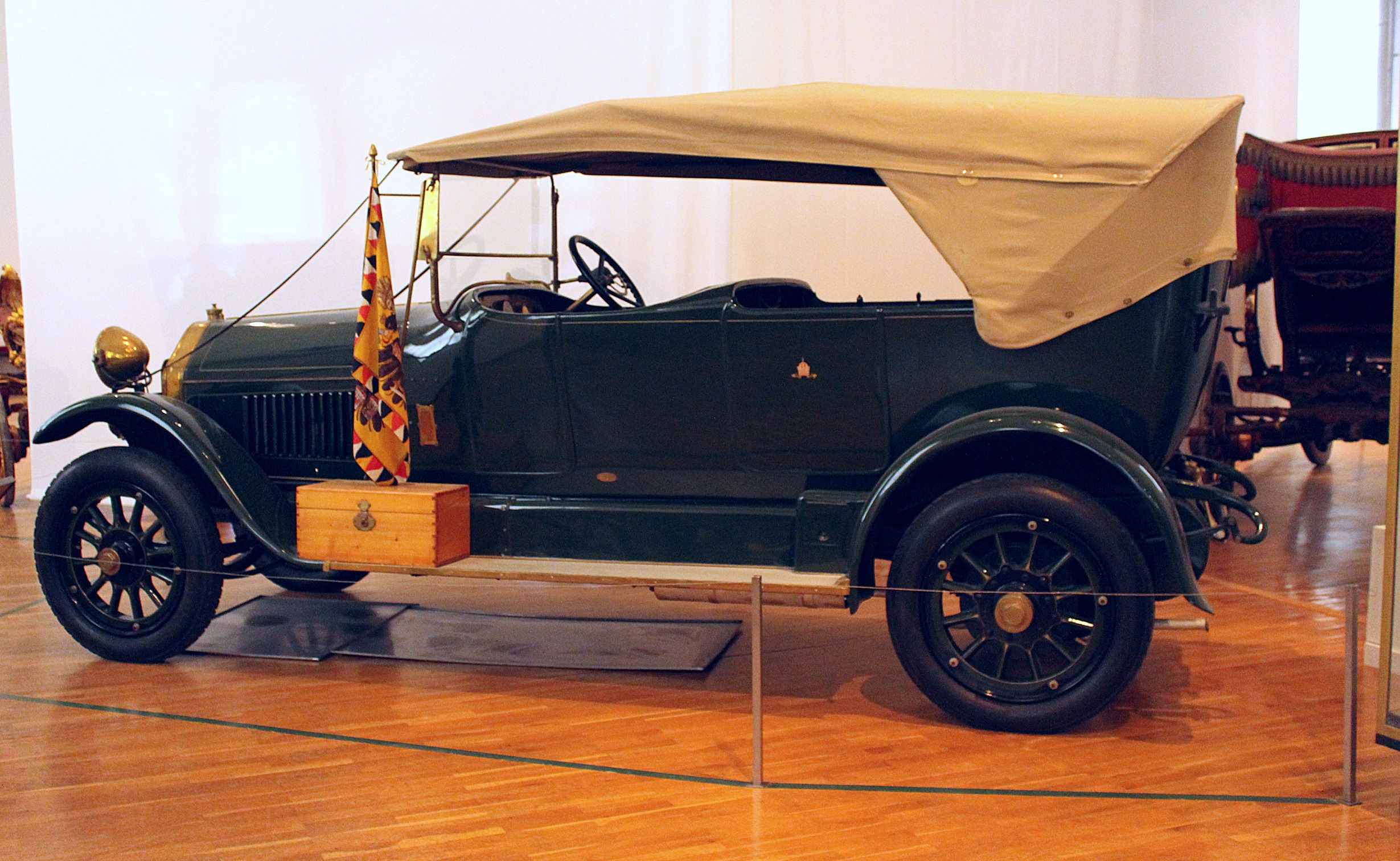
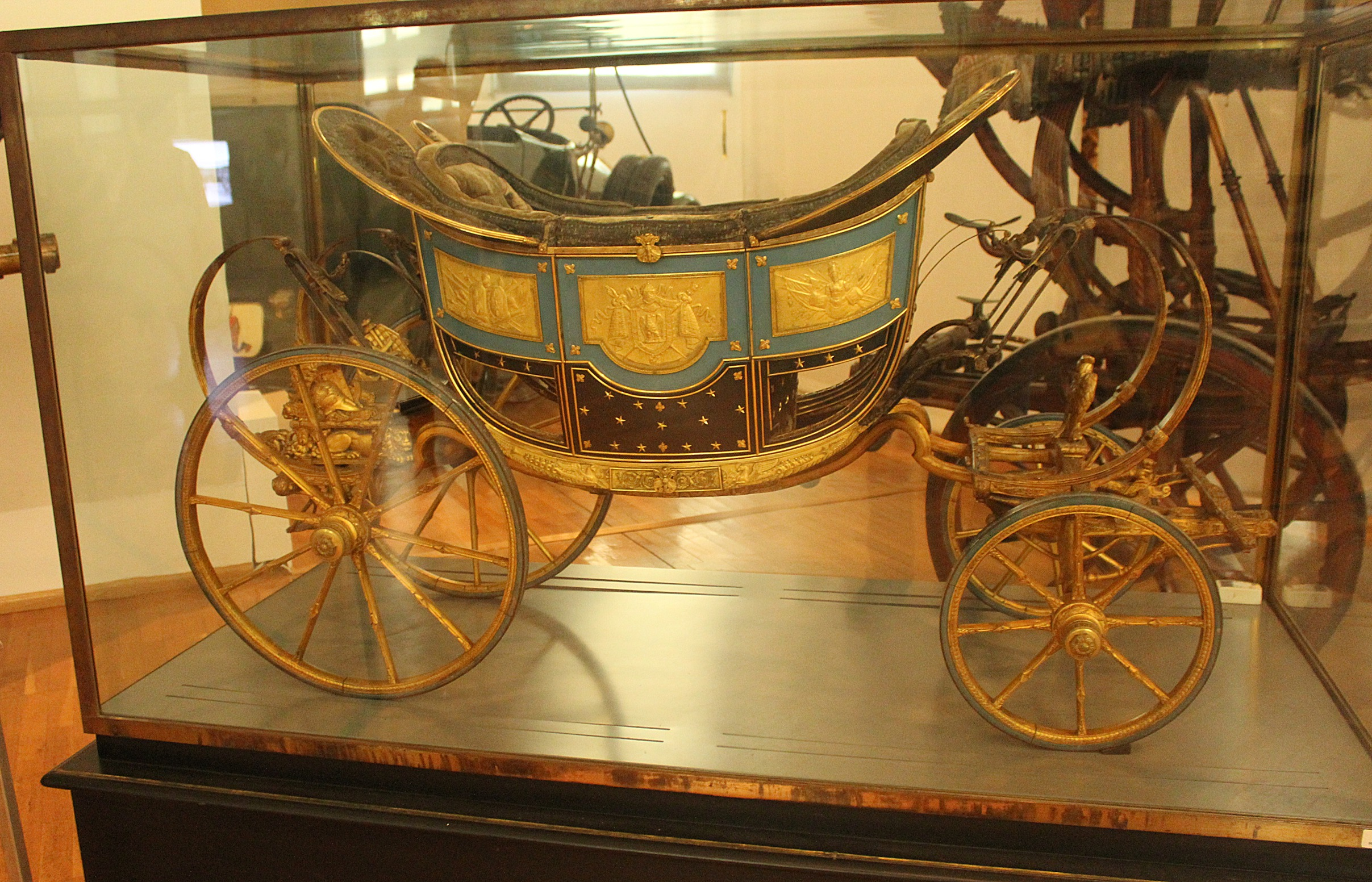